# Chicagoprincipperne
Chicagoprincipperne (engelsk: The Chicago Principles) eller Chicago-deklarationen (engelsk: The Chicago Statement) er en række tiltag, der retter sig mod ytringsfrihed, forskningsfrihed og åndsfrihed på universitetscampusser i USA.
Principperne trådte i kraft på University of Chicago i 2014 på baggrund af rapporten "Report of the Committee on Freedom of Expression". Per maj 2022 har 86 amerikanske Colleges og universiteter, blandt andet Princeton University som det første, indoptaget eller støttet lignende forordninger.

## Kritik
Kritikere har indvendt at der er tale om en 'reklamekampagne' fra Chicagouniversitetets side, eller en måde hvorpå man kan ignorere studenteraktivisme. Indvendinger imødegås med udsagnet om at universiteter netop skal beskytte åben og fri debat af 'synspunkter'.
I Danmark er det blevet indvendt at man bør indføre sine egne principper, ikke amerikanske, efter amerikanske forhold og standarder. Desuden er der forskel på dansk og amerikansk lovgivning med hensyn til ytringer som krænker straffelovens § 266b (racismeparagraffen). "Akademisk frihed" kan gradbøjes på mange vis, et forhold Chicagoprincipperne hævdes ikke at tage forbehold for.
Juraprofessor Geoffrey R. Stone, der var med til at grundlægge Chicagoprincipperne, er selv imod at staten blander sig i akademisk frihed, med mindre "racisme" er involveret.
Fra rektoratet ved Københavns Universitets side indvendes at Universitetsloven i forvejen per kapitel 1, § 2. Stk. 2: dikterer at: ”Universitetet har forskningsfrihed. Universitetet skal værne om universitetets og den enkeltes forskningsfrihed og om videnskabsetikken”.